# Diffusstrahlung
Die aus einer Strahlungsquelle emittierte elektromagnetische Strahlung wird, wenn sie bei ihrer Ausbreitung auf ein Hindernis trifft, reflektiert, absorbiert/reemittiert, gestreut, gebeugt oder gebrochen. Das Ergebnis der im Regelfall ungleichmäßig in Ausbreitungsrichtung, Strahlstärke, Wellenlänge und/oder Frequenz veränderten Strahlung wird als Diffusstrahlung bzw. diffuse Strahlung oder Streustrahlung bezeichnet. Davon zu unterscheiden ist die Direktstrahlung. Im Modell wird ein Körper mit ideal diffusen Strahlungseigenschaften als Lambert-Strahler bezeichnet.
Im Sonderfall des Strahlungshaushalts der Erde bezeichnet man dies als diffuse Sonneneinstrahlung oder Himmelsstrahlung, also jenen Teil der auf die Erdoberfläche eintreffenden Sonneneinstrahlung, der mit der Erdatmosphäre wechselwirkte. Die kurzwellige diffuse Strahlung tritt vor allem tagsüber in Kombination mit der direkten Sonneneinstrahlung auf, nachts gibt es eine deutlich schwächere Himmelsstrahlung aus dem Licht von Sternen, Polarlichtern und gestreut von Lichtquellen an der Erdoberfläche. Die direkte und die diffuse kurzwellige Sonneneinstrahlung stellen in der Summe die Globalstrahlung dar. Daneben gibt es die permanente, langwellige atmosphärische Gegenstrahlung der wichtigsten Treibhausgase, die manchmal auch als langwellige Himmelsstrahlung bezeichnet wird.
Das sichtbare Spektrum der kurzwelligen diffusen Strahlung ist das Himmelslicht.
Die diffuse und die direkte Himmelsstrahlung sind mit einem Aktinometer messbar.